# Liste der Bischöfe von Moray
Die folgenden Personen bekleideten das Amt des Bischofs von Moray (Schottland):
- 1114x1120–1127x1131 Gregor
- 1152x1153–1162 Wilhelm
- 1164x1166–1171 Felix
- 1171–1184 Simon de Toeni
- 1187–1203 Richard
- 1203–1222 Brice Douglas
- 1222–1242 Andrew Murray
- 1244–1251 Simon de Gunby
- 1251–1252 Ralph (Elekt)
- 1253–1298 Archibald
- 1299–1326 David Murray
- 1326–1362 John de Pilmuir
- 1363–1397 Alexander Bur
- 1397–1406 William de Spynie
- 1407–1414 John de Innes
- 1415–1422 Henry de Lichton (danach Bischof von Aberdeen)
- 1422–1435 Columba de Dunbar
- 1435–1460 John de Winchester
- 1460–1462 James Stewart
- 1463–1476 David Stewart
- 1477–1482 William de Tulloch (vorher Bischof von Orkney)
- 1482–1501 Andrew Stewart
- 1501–1514x1516 Andrew Forman (danach Erzbischof von St Andrews)
- 1516–1524 James Hepburn
- 1525–1527 Robert Shaw
  - 1528 Alexander Douglas I.
- 1529–1537 Alexander Stewart
- 1538–1573 Patrick Hepburn

## Bischöfe derChurch of Scotland
- 1574–1589 George Douglas
- 1602–1623 Alexander Douglas II.
- 1623–1638 John Guthrie
- 1638–1661 Bistum abgeschafft
- 1662–1677 Murdoch MacKenzie (danach Bischof von Orkney)
- 1677–1680 James Aitken (danach Bischof von Galloway)
- 1680–1686 Colin Falconer (vorher Bischof von Argyll)
- 1687 Alexander Rose (danach Bischof von Edinburgh)
- 1688–1689 William Hay

- 1707 vereint mit Edinburgh und 1725 vereint mit Aberdeen

## Bischöfe derScottish Episcopal Church
- 1727 William Dunbar
- 1737 George Hay (Elekt)
- 1742 William Falconar
- 1777 Arthur Petrie
- 1787 Andrew Macfarlane
- 1798 Alexander Jolly
- 1819 David Low
- 1851 Robert Eden
- 1886 James Butler Knill Kelly
- 1904 Arthur John Maclean
- 1943 Piers Holt Wilson
- 1953 Duncan Macinnes
- 1970 George Minshull Sessford
- 1994 Gregor Macgregor
- 1999 John Michael Crook
- 2007 Mark Strange